# کارته سه
کارته سه (به انگلیسی: Kārte Seh)، محله ای در غرب کابل، پایتخت افغانستان است. کارته سه بخشی از ناحیه ۶ شهرداری کابل است. این محله اکثراً منطقه مسکونی مردم هزاره است.
این منطقه در حال حاضر محل سفارت‌های خارجی مانند روسیه، ایستگاه‌های تلویزیونی و دانشگاه آمریکایی افغانستان است. بسیاری از سازمان‌های غیردولتی محلی و بین‌المللی در آنجا دفتر دارند. در حال حاضر یک جاده بزرگ، که توسط امارات متحده عربی ساخته می‌شود، در این منطقه در دست ساخت است. در طول جنگ اتحاد جماهیر شوروی و افغانستان، صلیب سرخ، درمان بین‌الملل و IAM همگی بیمارستانهایی را در این منطقه در امتداد جاده شریانی دارالامان که به سمت کاخ دارال امان و شورای ملی منتهی می‌شود تأسیس کرده‌اند.